# Plongeur (1863)
Plongeur – francuski okręt podwodny, który w momencie zbudowania w 1863 roku był pierwszą jednostką tego typu napędzaną przez napęd mechaniczny, a nie siłę ludzkich mięśni. Nazwa pochodzi od francuskiego określenia nurka.

## Historia
Projekt nowego okrętu podwodnego został opracowany w 1859 roku przez kapitana Siméona Bourgoisa i konstruktora Charlesa Bruna. Ich projekt został zatwierdzony do realizacji i otrzymał nazwę „Plongeur”. Budowa rozpoczęła się w stoczni Arsenal w Rochefort 1 czerwca 1860 roku. Okręt został zwodowany wiosną 1863 roku, a następnie poddany intensywnemu programowi prób morskich. Z uwagi na nowy rodzaj zastosowanego napędu, w 1867 roku został przyjęty do służby francuskiej marynarce wojennej. Jednostkę wykorzystywano głównie do ulepszania technologii związanych z pierwszymi okrętami podwodnymi. Z uwagi na fakt iż oparta na sprężonym powietrzu konstrukcja okazała się nieefektywna i nie budząca nadziei na dalszy rozwój, toteż już 2 lutego 1872 roku został wycofany ze służby.

## Opis
Jednostka otrzymała układ napędowy składający się z silnika tłokowego napędzanego sprężonym powietrzem, które było przechowywane w 23 zbiornikach. Sprężone powietrze służyło także do opróżniania zbiorników balastowych. Próby zanurzania wykazały, że okręt przy swojej relatywnie dużej długości miał tendencję do szybszego opadania dziobu, co na płytkich wodach powodowało kolizję z dnem. Kontrolę głębokości zapewniały małe stery głębokości sterowane pneumatycznie.